# 芹川王氏宗祠
芹川王氏宗祠又名光裕堂，位于中国浙江省杭州市淳安县浪川乡芹川村中部192号，为芹川王氏总祠（属江左王氏），始建于明代。建筑坐东朝西，占地面积652.5平方米，分大门、享堂和朝堂（寝殿）三进，各进均为五间、硬山顶。此外村内尚存信义堂（遗址）、仁义堂、敬义堂和敦睦堂等支祠。